# Александров, Юрий Андреевич
Юрий Андреевич Александров — российский физик, доктор физико-математических наук, профессор.
Родился 26.05.1929.
С 1954 года работает в Лаборатории нейтронной физики ОИЯИ (Дубна).
Диссертации:
- Изучение рассеяния быстрых нейтронов на малые углы : диссертация … кандидата физико-математических наук : 01.00.00. — [Москва], 1958. — 116 с. : ил.
- Изучение электромагнитных свойств нейтрона : диссертация … доктора физико-математических наук : 01.04.16. — Дубна, 1986. — 144 с.

Автор монографии, выдержавшей 3 издания:
- Фундаментальные свойства нейтрона [Текст] / Ю. А. Александров. — Москва : Атомиздат, 1976. — 176 с. : ил.; 21 см.
- Фундаментальные свойства нейтрона / Ю. А. Александров. — 2-е изд., перераб. и доп. — М. : Энергоиздат, 1982. — 165 с.; 21 см.
- Фундаментальные свойства нейтрона / Ю. А. Александров. — 3-е изд., перераб. и доп. — М. : Энергоатомиздат, 1992. — 222,[1] с. : ил.; 21 см; ISBN 5-283-03980-3

Соавтор монографии:
- Дифракционные методы в нейтронной физике / Ю. А. Александров, Э. И. Шарапов, Л. Чер. — М. : Энергоиздат, 1981. — 216 с. : ил.; 22 см.

Не следует путать его с Юрием Андреевичем Александровым (р. 1939) — доцентом кафедры ядерных реакций ЛГУ.